# Wielki Wschód Niderlandów
Wielki Wschód Niderlandów (nid. Orde van Vrijmetselaren onder het Grootoosten der Nederlanden) – organizacja masońska w Holandii. Została założona 26 grudnia 1756 roku. Obecnie składa się z 162 lóż i ma 6200 członków. Jest uznawany przez Wielką Zjednoczoną Lożę Anglii. Poza Holandią posiada lożę w Curaçao, Surinamie, Tajlandii i RPA. Loże posiadają dużą autonomię.
- Oficjalna strona